# Copains pour toujours
Série
Copains pour toujours 2
(2013)
Pour plus de détails, voir Fiche technique et Distribution.
Copains pour toujours ou Grandes Personnes au Québec (Grown Ups), est une comédie américaine réalisé par Dennis Dugan, sorti en 2010.
Trente ans après la fin d'un championnat de basketball, le film présente cinq amis qui se retrouvent dans un chalet près d'un lac, pour le weekend du 4 juillet, afin de rendre hommage à leur ancien coach de l'époque.

## Synopsis
En 1978, cinq amis d'enfance Lenny Feder, Eric Lamonsoff, Kurt McKenzie, Marcus Higgins et Rob Hilliard remportent leur championnat de basket-ball junior-high-school. Ensuite, ils célèbrent dans une maison du lac louée. L'entraîneur des amis, Robert Ferdinando, qu'ils surnomment "Buzzer", les encourage à vivre leur vie d'une manière similaire à la façon dont ils ont joué le match. 30 ans plus tard, Lenny est devenu un ambitieux agent de talent hollywoodien qui vit avec sa femme créatrice de mode Roxanne et leur fille Becky et leurs fils Greg et Keith. À son grand regret, ses garçons agissent comme des divas dans son manoir. Eric prétend qu'il est maintenant copropriétaire d'une entreprise de meubles et déteste que sa femme Sally allaite toujours leur fils Bean (4 ans) (leur enfant plus âgé est sa fille Donna). Kurt est le père au foyer d'Andre et Charlotte; sa femme Deanne, le principal soutien de famille, est à nouveau enceinte et sa propre mère Ronzoni vit avec la famille. Rob, surnommé Carrot, a divorcé trois fois et a la garde des filles Jasmine, Amber et Bridget; son épouse actuelle Gloria est de 30 ans son aînée. Marcus est un fainéant et un lothario. Les cinq amis se harcèlent régulièrement de façon comique: Lenny pour être riche, Eric pour être en surpoids, Kurt pour être épinglé, Rob pour avoir une femme beaucoup plus âgée, et Marcus d'être sexuellement juvénile.
Lorsque les amis apprennent que Buzzer est décédé, ils se réunissent dans leur ville natale avec leurs familles, une première en trois décennies. Dans l'intention de rendre hommage à Buzzer lors d'un enterrement privé, Lenny loue la maison du lac pour le week-end du 4 juillet pour ses amis. Mais Roxanne a prévu un défilé de mode à Milan, obligeant Lenny à partir tôt. À la maison du lac, il désespère que ses fils préfèrent jouer à des jeux vidéo plutôt qu'à l'extérieur; il les pousse à suivre les enfants de ses amis à l'extérieur et demande à Eric de faire une balançoire à côté du lac, mais Eric se dégonfle parce que la balançoire est trop haute au-dessus de l'eau et frappe accidentellement un arbre et un oiseau à proximité. Cette nuit-là, dans un restaurant local, Lenny parle à son ancien ennemi, Dickie, qui lui fait toujours mal pour une erreur dans le match, où son tir n'aurait pas dû compter puisqu'il aurait prétendument mis le pied hors de portée. Dickie défie Lenny et ses amis pour un match revanche, mais il refuse. Le lendemain, alors qu'ils répandent les cendres de Buzzer dans les bois, Rob a une crise de confiance, regrettant ses mariages ratés. Sa fille Jasmine arrive, puis il se détend en pêchant avec ses amis. Après avoir rôti Rob, les autres choisissent de lui remonter le moral avec une partie de flèche de roulette. Rob gagne en restant dans le cercle le plus longtemps, mais la flèche empale son pied quand il redescend; il s'en prend à Gloria pour avoir utilisé un cataplasme recouvert de maïs. Pendant tout cela, les autres filles de Rob, Amber et Bridget, arrivent; Jasmine et Amber sont extrêmement attrayants, et Bridget est un garçon manqué et ressemble presque à Rob. Cette nuit-là, Lenny parvient à intéresser les enfants à parler au téléphone, et Roxanne se révèle accidentellement être la "fée des dents" lorsque Becky écoute. Ravie qu'ils apprécient le genre de plaisir pour les enfants qu'il avait l'habitude de faire, Lenny installe un vaste réseau de cup-phone dans la maison.
Roxanne décide de rester à la maison du lac plutôt que d'assister au défilé de mode. Les amis visitent un parc aquatique appelé Water Wizz, où Eric apprend à Bean à boire du lait ordinaire directement dans un carton, et Marcus flirte à plusieurs reprises avec Jasmine et Amber et leur achète des bikinis étriqués. Les familles provoquent le chaos dans tout le parc: Rob pousse un accompagnateur sur un toboggan quand il insulte Bridget pour être moins attirante que ses sœurs; Eric ignore l'avertissement de Donna concernant un produit chimique dans la piscine pour enfants qui vire au bleu d'urine; les épouses repèrent et tentent d'attirer un culturiste, puis se moquent de son accent canadien aigu; et à l'attraction de la tyrolienne, Lenny et le groupe rencontrent à nouveau Dickie, accompagnés de son propre groupe d'amis et d'anciens coéquipiers, y compris Wiley, qui est gravement blessé après s'être écrasé dans un hangar en glissant dans la tyrolienne par ses pieds, ce qui piège lui dans un casting complet du corps dans un avenir prévisible.
Lenny apprend à son fils comment tirer un coup de basket parfait et les amis terminent la nuit en dansant avec leur conjoint. Le lendemain, Roxanne fait tomber Lenny pour avoir menti sur l'annulation de son vol avant qu'elle accepte de rester, et il admet qu'il voulait juste que leurs enfants soient normaux pour une fois. Finalement, tout le monde avoue ce qu'ils ressentent de leur vie: Deanne croit que Kurt prévoit de la jeter pour la nounou des Feders, mais Kurt rétorque qu'il n'a traîné avec elle qu'en raison de la négligence de Deanne; Eric révèle qu'il a été mis à pied juste avant son voyage et n'a agi que comme un grand homme pour ne pas être le perdant; Marcus se sentait peu sûr de lui depuis qu'il avait retrouvé l'ancien gang; tout ce que Rob admet, c'est ce que tout le monde sait déjà: il porte un toupet. Le dernier jour à la maison du lac, Lenny accepte le match revanche contre leurs anciens adversaires. Au coup décisif, Lenny manque délibérément de donner à l'équipe de Dickie une victoire appropriée afin qu'ils puissent enfin savoir à quoi ressemble la victoire - et il pensait que sa propre famille devait savoir à quoi ressemblait la défaite. Avant la fin du film, un ivrogne Marcus joue un autre jeu de roulette fléchée, cette fois devant plus de témoins. Tout le monde décolle avec peur, mais le Wiley encore paralysé est incapable de s'enfuir et la flèche empale son pied. Il hurle de douleur et crie "Nous gagnons encore!" avant de s'évanouir.

## Fiche technique
- Titre original : Grown Ups
- Titre français : Copains pour toujours
- Titre québécois : Grandes Personnes
- Réalisation : Dennis Dugan
- Scénario : Adam Sandler et Fred Wolf
- Musique : Rupert Gregson-Williams
- Direction artistique : Alan Au
- Décors : Perry Andelin Blake
- Costumes : Ellen Lutter
- Photographie : Theo van de Sande
- Son : Greg Orloff, Eric Harwood, Tateum Kohut, Oleg Kulchytskyi, Andrii Trifonov, Frank Gaeta
- Montage : Tom Costain
- Production : Jack Giarraputo et Adam Sandler

Production déléguée : Allen Covert, Barry Bernardi, Tim Herlihy et Steve Koren
Production associée : Daryl Kass
Coproduction : Kevin Grady
- Société de production[1] : Happy Madison Productions, avec la participation de Columbia Pictures, en association avec Relativity Media
- Sociétés de distribution : 
  - États-Unis : Columbia Pictures, Sony Pictures Releasing
  - France : Sony Pictures Releasing France
- Budget : 80 millions de $[2]
- Pays d'origine :  États-Unis
- Langues originales : anglais, espagnol
- Format[3] : couleur (Technicolor) (DeLuxe) - 35 mm / D-Cinema - 1,85:1 (Panavision) - son DTS | Dolby Digital | SDDS
- Genre : comédie
- Durée : 102 minutes
- Dates de sortie[4] :
  - États-Unis, Canada : 25 juin 2010
  - Belgique : 11 août 2010
  - France, Suisse romande : 8 septembre 2010
- Classification[5] :
  -  États-Unis : Accord parental recommandé, film déconseillé aux moins de 13 ans (certificat #45790) (PG-13 - Parents Strongly Cautioned)[Note 1].
  -  France : Tous publics (visa d'exploitation no 125763 délivré le 28 juillet 2010)[6].
  -  Québec : Tous publics (G - General Rating).
  -  Suisse romande : Interdit aux moins de 10 ans[7].

## Distribution
- Adam Sandler (VF : Serge Faliu ; VQ : Yves Soutière) : Lenny Feder
  - Michael Cavaleri : Lenny Feder (enfant)
- Chris Rock  (VF : Lucien Jean-Baptiste ; VQ : Gilbert Lachance) : Kurt McKenzie
  - Jameel McGill : Kurt McKenzie (enfant)
- Salma Hayek (VF : Ethel Houbiers ; VQ : Camille Cyr-Desmarais) : Roxanne Pussi
- Kevin James (VF : Gilles Morvan ; VQ : Tristan Harvey) : Eric Lamonsoff
  - Andrew Bayard : Eric Lamonsoff (enfant)
- Maria Bello (VF : Déborah Perret ; VQ : Anne Bédard) : Sally Lamonsoff
- Rob Schneider (VF : Éric Métayer ; VQ : François Godin) : Rob Hilliard
  - [oshua Matz : Rob Hilliard (enfant)
- David Spade (VF : Emmanuel Curtil ; VQ : François Sasseville) : Marcus Higgins
  - Kyle Brooks : Marcus Higgins (enfant)
- Ebony Jo-Ann (VF : Maïk Darah ; VQ : Élise Bertrand) : Mama Ronzoni
- Jake Goldberg : Greg Feder
- Steve Buscemi (VF : Emmanuel Karsen ; VQ : Sébastien Dhavernas) : Wiley
- Maya Rudolph (VF : Annie Milon ; VQ : Catherine Hamann) : Deanne McKenzie
- China Anne McClain (VQ : Laëtitia Isambert-Denis) : Charlotte McKenzie
- Madison Riley (VF : Anne Tilloy ; VQ : Bianca Gervais) : Jasmine Hilliard
- Jamie Chung : Amber Hilliard
- Ashley Loren : Bridget Hilliard
- Di Quon (VF : Jade Nguyen) : Rita
- Stone Cold Steve Austin : Tommy Cavanaugh
- Cameron Boyce (VQ : Alexis Plante) : Keithie Feder
- Alexys Nycole Sanchez : Becky Feder
- Joyce Van Patten (VF : Nicole Favart) : Gloria
- Blake Clark (VQ : Pierre Chagnon) : le coach Buzzer
- Colin Quinn (VF : Yann Guillemot ; VQ : Emmanuel Charest) : Dickie Bailey
- Jonathan Loughran : Robideaux

Source : RS Doublage et AlloDoublage

## Distinctions
Entre 2010 et 2011, Copains pour toujours a été sélectionné 7 fois dans diverses catégories et a remporté 3 récompenses,.

### Récompenses
- MTV Movie Awards 2011[10],[11] :
  - MTV Movie Award de la Meilleure réplique d'un film décerné à Alexys Nycole Sanchez ("Je veux perdre du chocolat !").
- Prix du public 2011 : Film comique préféré.
- Société Américaine des Compositeurs, Auteurs et Éditeurs de Musique 2011 :
  - Prix ASCAP des Meilleurs films au box-office décerné à Rupert Gregson-Williams.

### Nominations
- Prix du jeune public 2010 :
  - Meilleur film de l'été,
  - Meilleur acteur de l'été pour Adam Sandler.
- Prix des jeunes artistes 2011 : Meilleur second rôle féminin dans un film (Jeune actrice) pour Ada-Nicole Sanger.
- Prix Razzie 2011 : Pire acteur dans un second rôle pour Rob Schneider[10],[11].

## Éditions en vidéo
- Copains pour toujours est sorti en DVD et Blu-ray le 19 janvier 2011[12],[13].

## Suite
- Copains pour toujours 2, réalisé par Dennis Dugan, sorti en 2013.